# Heinrich Kaufmann

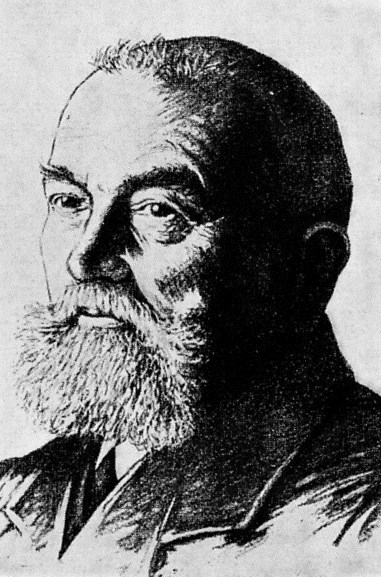
Heinrich Kaufmann

Heinrich Kaufmann, auch Heinrich Friedrich Kaufmann, Heinrich Kauffmann, (* 23. November 1864 in Bredegatt, heute Steinbergkirche; † 2. Juli 1928) war Redakteur des Wochenberichts der Großeinkaufs-Gesellschaft Deutscher Consumvereine m.b.H. (GEG), Vorstand der Volksfürsorge und Ideologe der Konsumgenossenschaftsbewegung der Hamburger Richtung.

## Leben
Heinrich Kaufmann war Sohn des Kaufmanns H.C. Kaufmann im Dorf Bredegatt, fünfzehn Kilometer östlich von Flensburg.
Er ging zur Volksschule in Bojum, das heute zur Gemeinde Esgrus gehört. Von 1881 bis 1883 besuchte er das Präparandeum in Apenrade und anschließend bis 1887 das Lehrerseminar in Hadersleben.
Darauf war er Lehrer in Kiel und Hamburg. Er hatte Gelegenheit, Vorlesungen an der Universität Kiel und am Johanneum in Hamburg zu hören und trieb, teils, um sich auf weitere Examina vorzubereiten, teils aus Neigung Mathematik, Naturwissenschaften, Geschichte, Literatur und Nationalökonomie.
An der Errichtung der Freien Volksbühne Hamburg und an der Leitung dieses Vereins nahm er regen Anteil, wo er zusammen tätig war mit Helma Steinbach und Adolph von Elm. Aufgeführt wurden Stücke verfemter Autoren, wie Gerhart Hauptmanns Vor Sonnenaufgang oder gar Die Weber.

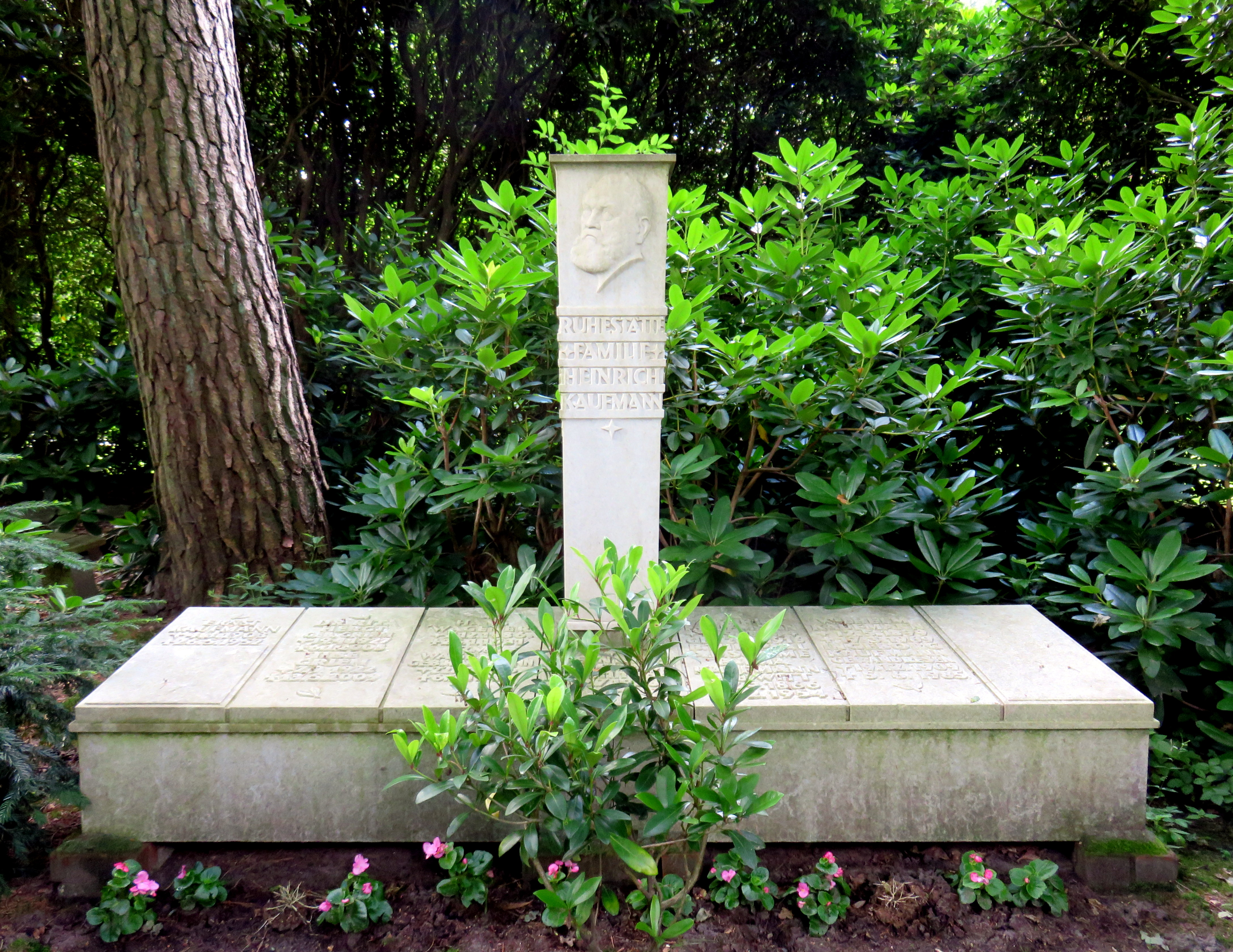
Familiengrab Heinrich Kaufmann auf dem Friedhof Ohlsdorf

Im Herbst 1894 legte er sein Amt als Lehrer an der privaten Poßmannschen Schule in Hamburg nieder. Er hatte seine Tätigkeit im Barmbeker Fortbildungsverein mit seiner Maßregelung als Lehrer an der Poßmannschen Schule büßen müssen. Da um die gleiche Zeit die sozialdemokratische Partei in der Nachbarstadt Harburg ein eigenes Parteiblatt, das "Volksblatt für Harburg-Wilhelmsburg und Umgebung" gründete, übernahm er dort die Stellung eines Geschäftsführers und Redakteurs für reichlich die Hälfte des Gehalts, das er vormals als Lehrer erhalten hatte. Wegen Verächtlichmachung von Staatseinrichtungen wurde er zu sechs Monaten Gefängnis verurteilt, die er im Gefängnis in Hameln absitzen musste. Er wurde wie ein Verbrecher behandelt.
Heinrich Kaufmann starb 1928 und wurde in Hamburg auf dem Ohlsdorfer Friedhof beigesetzt (Planquadrat U26, Grablage 124-6 Kapellenstraße/östlich Lippertplatz).

## Konsumgenossenschaftsbewegung
Er wurde für den Aufsichtsrat des Harburger Konsumvereins gewählt. Durch den Geschäftsführer Ewald Fritsch, der einer der offiziellen Gründer der Großeinkaufs-Gesellschaft Deutscher Consumvereine (GEG) war, bekam Kaufmann Kontakt zu leitenden Konsumgenossenschaftlern aus ganz Deutschland.
Im Jahr 1900 wurde Heinrich Kaufmann Redakteur des Wochenberichts der Großeinkaufs-Gesellschaft Deutscher Consumvereine m.b.H., Hamburg (GEG).

Gesamtvorstand des ZdK 1903, v. l. Karl Schmidtchen, Konrad Barth, Max Radestock (Vorsitzender), Heinrich Kaufmann (Sekretär)

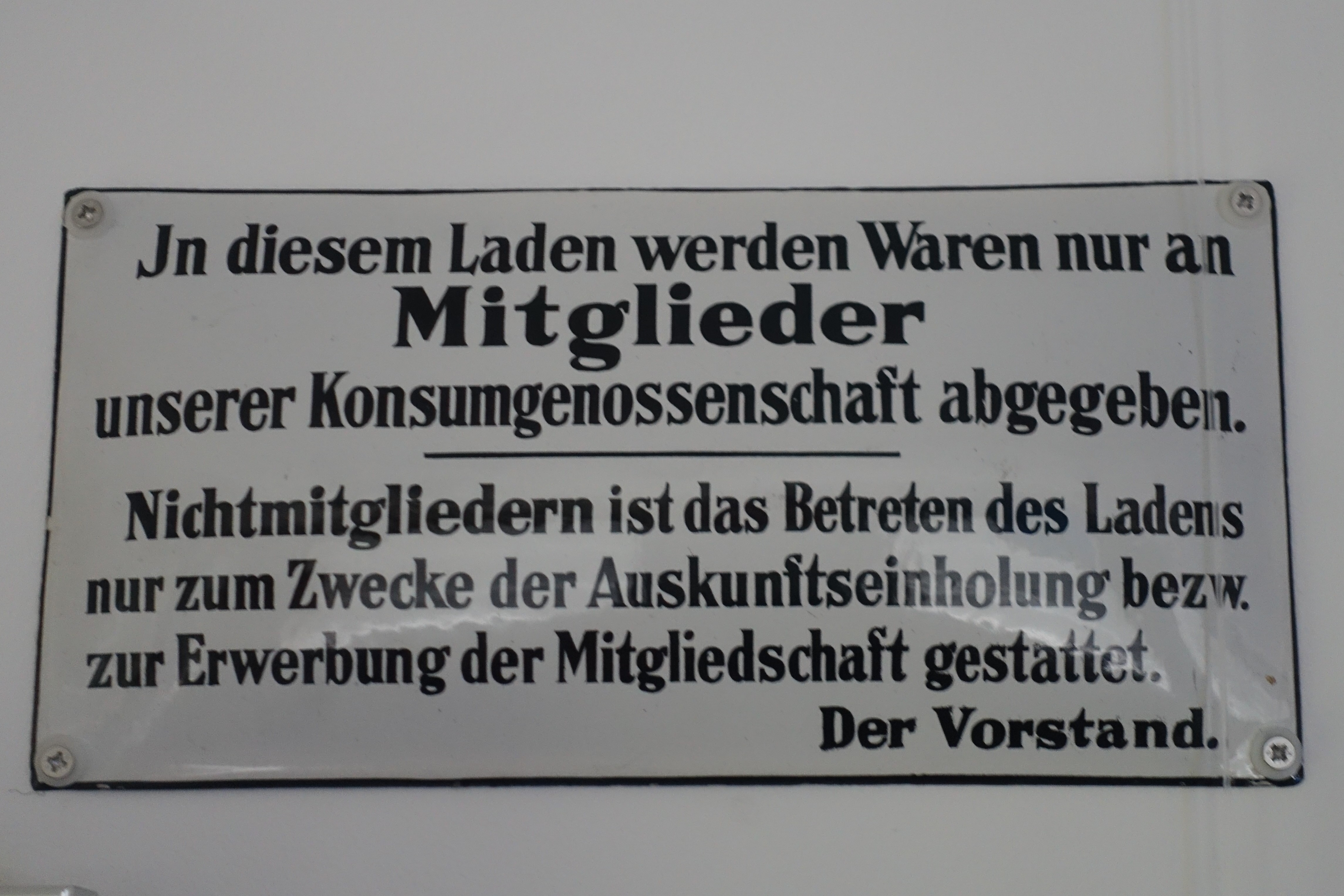
Emailleschild in den Verkaufsstellen der Konsumgenossenschaften um etwa 1925 im Hamburger Genossenschaftsmuseum

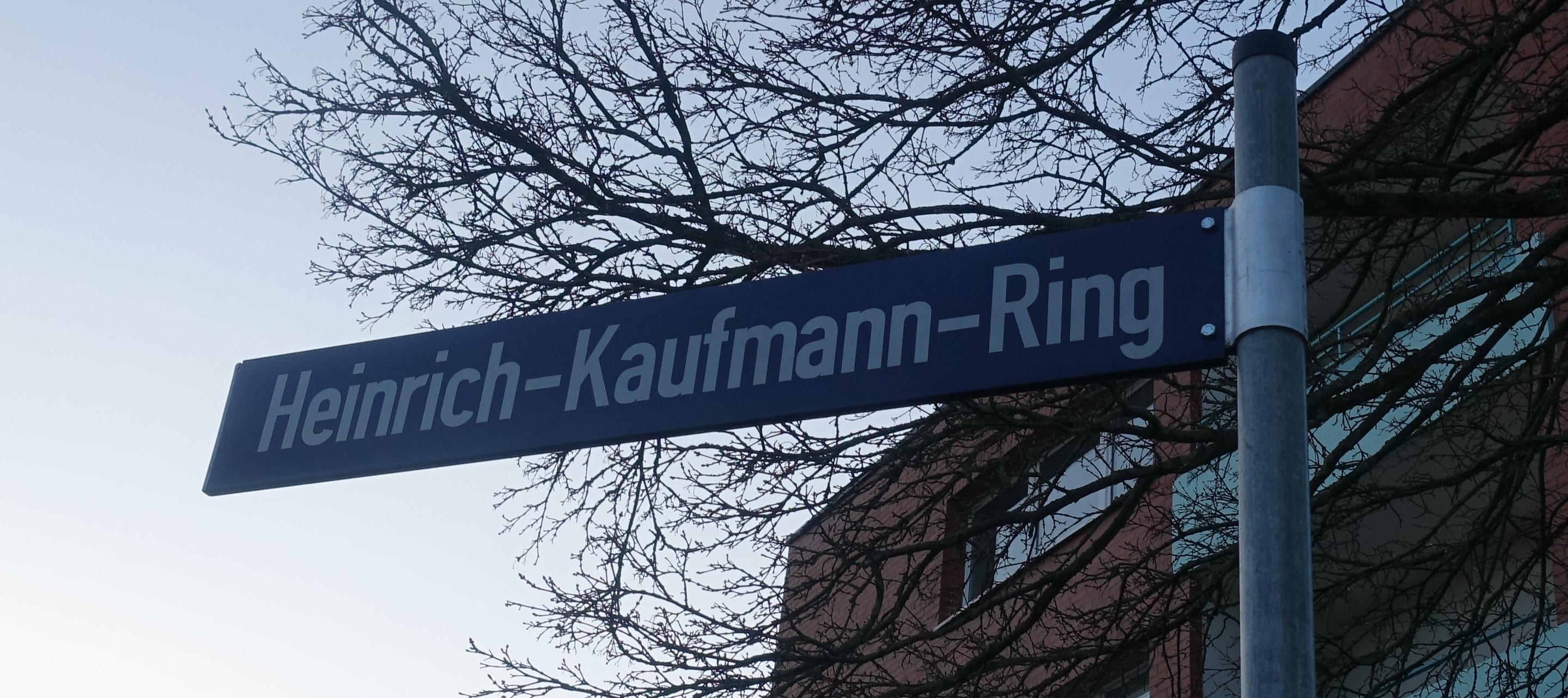
Heinrich-Kaufmann-Ring in Hamburg-Horn

1901 übernahm er die Errichtung der Schriftleitung der GEG. Diese Position nutzte er zur Verbreitung konsumgenossenschaftlicher Gedanken und zur ideologischen Ausrichtung der Konsumgenossenschaftsbewegung der Hamburger Richtung. Dazu diente auch die April 1902 erfolgte Gründung des Frauen-Genossenschaftsblattes, dessen Schriftleitung Kaufmann übernahm. Es war der Beginn einer konsumgenossenschaftlichen Massenpresse.
An den Kämpfen, die zur Gründung des Zentralverbandes deutscher Konsumvereine (ZdK) 1903 geführt haben, nahm Heinrich Kaufmann regen Anteil. Der neugegründete Zentralverband wählte ihn zum Sekretär. Mit diesem Posten übernahm er zugleich auch die Abteilung Schriftleitung mit der zugehörenden Presse, dem Wochenbericht (der 1895 aus der Warenpreisliste hervorgegangen ist) und dem Frauen-Genossenschaftsblatt, sowie den Drucksachenvertrieb. Als Trägerin dieser geschäftlichen Unternehmungen wurde die Verlagsanstalt des Zentralverbandes deutscher Konsumvereine von Heinrich Kaufmann & Co. errichtet. Kaufmann war Geschäftsführer, während die drei Vorstandsmitglieder des Zentralverbandes deutscher Konsumvereine mit ihm zu treuen Händen Inhaber der Offenen Handelsgesellschaft waren. Die Erträge dienten der Finanzierung des gesamten Vorstandes.
Mit dem 1. Januar 1904 wurde der Wochenbericht in die Konsumgenossenschaftliche Rundschau und im Jahr 1908 das Frauen-Genossenschaftsblatt in das Konsumgenossenschaftliche Volksblatt umgewandelt.
Die Jahrbücher des Zentralverbandes (ZdK) wurden von ihm herausgegeben und das Unternehmen Verlagsanstalt immer weiter ausgebaut.
1907 wurde in dem neuen Verwaltungsgebäude der GEG die erste Druckerei der Verlagsanstalt eröffnet. 1909 erfolgte die Einrichtung der Papierwarenfabrik in der Hammerbrookstraße. Die Organisation des Zentralverbandes wurde aus- und durchgebaut.
Die Arbeiten für den Zentralverband und die Verlagsanstalt wurden so umfangreich, dass die Umwandlung der letzteren in eine Gesellschaft mit beschränkter Haftung und der Anstellung von drei geschäftsführenden Vorstandsmitgliedern, von denen Kaufmann einer war, sich als notwendig erwies. Zugleich wurde er Vorstandsmitglied des Zentralverbandes deutscher Konsumvereine. Die Verlagsgesellschaft errichtete ein großes Verwaltungs-, Kontor- und Betriebsgebäude Beim Strohhause 38, wohin die verschiedenen Betriebe des Zentralverbandes und der Verlagsgesellschaft übersiedelten.
Im Juni 1907 wurde Kaufmann Mitglied des Aufsichtsrats der GEG.
Seit Gründung der Pensionskasse des Zentralverbandes deutscher Konsumvereine im Jahr 1905 war er ihr geschäftsführendes Mitglied. Diese Kasse hat alle Stürme der Zeit überdauert und ist heute unter der Bezeichnung Hamburger Pensionskasse von 1905 die größte deutsche Firmenpensionskasse.
Außerdem war Kaufmann Mitglied des Tarifamts, Vorsitzender des Vorstandes der Volksfürsorge und seit 1902 Mitglied des Zentralvorstandes des Internationalen Genossenschaftsbundes (IGB).
Kaufmann war ein konsequenter Vertreter des Grundsatzes, dass Konsumgenossenschaften nur ihre Mitglieder beliefern dürfen.

## Heinrich-Kaufmann-Stiftung
1928 wurde die Heinrich-Kaufmann-Stiftung von der Verlagsanstalt des Zentralverbandes deutscher Konsumvereine gegründet. Sie wurde mit einem Anfangskapital von 250.000 Reichsmark ausgestattet und sollte der Förderung wissenschaftlicher Arbeiten auf dem Gebiet der Volkswirtschaftslehre und insbesondere des Genossenschaftswesens dienen. 10 Jahre nach Ende des Dritten Reichs wurde sie 1955 vom Zentralverband deutscher Konsumgenossenschaften e. V. (ZdK) wieder gegründet. Seit Mai 2014 ist sie Trägerin eines neuen Hamburger Genossenschaftsmuseums und Herausgeberin von Publikationen zum Thema Genossenschaften. Das Museum zeigt 170 Jahre Genossenschaftsgeschichte mit dem Schwerpunkt auf Konsumgenossenschaften. Dabei spielt die „PRO“ in Hamburg eine wichtige Rolle.
Unter der Leitung von Burchard Bösche hat die Heinrich-Kaufmann-Stiftung zahlreiche genossenschaftliche Schriften publiziert, u. a. die Tagungsbände der historischen Tagungen, aber auch vielfach historische Texte, wie das genossenschaftliche Liederbuch von Heinrich Kaufmann von 1910. Sein Hauptwerk ist die Biografie über Adolf von Elm. 2018 hat er weitere Biografien bei der Heinrich-Kaufmann-Stiftung herausgegeben: ein Buch über den Genossenschaftler Ferdinand Vieth 1869–1946. und ein Buch über die Gewerkschafterin Helma Steinbach.

## Ehrungen
- Der Heinrich-Kaufmann-Ring ist eine Straße im Hamburger Stadtteil Horn. Mit der Namensgebung der Straße am 2. Mai 1966 wurde Kaufmann geehrt.[11]
- Die Heinrich-Kaufmann-Straße in Flensburg wurde nach ihm benannt.[12]

## Schriften (Auswahl)
- Heinrich Kaufmann: Die Großeinkaufs-Gesellschaft Deutscher Consumvereine m. b. H. GEG. Zum 25jährigen Bestehen 1894–1919. Hamburg 1919. Der Selbst-Darstellung dort auf den Seiten 237 f. folgt dieser Beitrag im Wesentlichen.
- Heinrich Kaufmann: Festschrift zum 25jährigen Bestehen des Zentralverbandes deutscher Konsumvereine. Herausgegeben im Auftrag des Vorstandes und Ausschusses des Zentralverbandes deutscher Konsumvereine, Druck der Verlagsgesellschaft deutscher Konsumvereine m.b.H., Hamburg 1928, DNB 573322228.
- Aufsätze von Heinrich Kauffmann bis 1902, ab 1903 nur mit einem f unter Heinrich Kaufmann in den Sozialistischen Monatsheften, library.fes.de, jeweiligen Namen in die Suchfunktion eingeben, abgerufen am 10. April 2009.